# Будетляне
Будетля́не — группа писателей, первая русская футуристическая группа, позднее превратившаяся в движение кубофутуристов. Некоторые её члены называли этим словом течение, направление, а не только творческое объединение.
Термин был изобретён (образован от словоформы будет) Велимиром Хлебниковым для обозначения деятелей искусства футуристического толка. Изначально он подчёркивал самобытность русского футуризма, который не перенял в полной мере положения Филиппо Маринетти, идеолога европейского футуристического движения. Василий Каменский считал будетлянство независимым явлением: «зарождение нашего русского футуризма, наша „революция в искусстве“, наша борьба за новое искусство и наши работы — явления исключительной самостоятельности, продиктованные временем и кризисом, отсталостью, мертвечиной, пессимизмом, мещанством, пошлостью старого искусства».
К будетлянам относились поэты Велимир Хлебников, Давид Бурлюк, Василий Каменский, Владимир Маяковский, Алексей Кручёных, Елена Гуро; художники Николай Кульбин, Казимир Малевич; композиторы Михаил Матюшин, Артур Лурье.
Первый сборник будетлян «Садок судей» вышел в 1910 году, примерно тогда же, когда и манифест Маринетти. Летом 1910 года будетляне во главе с Давидом Бурлюком также стали называть себя группой «Гилея», а в 1912 — футуристами, только Хлебников и Кручёных продолжали употреблять термин «будетляне». Например, в совместной декларации «Слово как таковое» (1913) они пишут: «Живописцы будетляне любят пользоваться частями тел, разрезами, а будетляне речетворцы — разрубленными словами, полусловами и их причудливыми хитрыми сочетаниями (заумный язык)». Владимир Маяковский в статье «Будетляне» (1914) использовал это слово как название людей будущего, а не членов объединения кубофутуристов: «Изменилась человечья основа России. Родились мощные люди будущего. Вырисовываются силачи будетляне».